# 로버트 컬런
로버트 컬런(일본어: カレン・ロバート 카렌 로바토[*], 영어: Robert Cullen, 1985년 6월 7일 ~ )는 일본의 전 축구 선수이자 현 경영인으로 현역 시절 포지션은 공격수였으며 북아일랜드인 아버지와 일본인 어머니 사이에서 태어났다. 정식 표기법은 '로버트 컬런'이지만 일본식 발음인 로버트 카렌으로 더 잘 알려져 있으며 별명인 보비를 K리그 등록명으로 사용하였다.

## 클럽 경력

### 주빌로 이와타
2004년 주빌로 이와타 입단 이후 2010년 여름 이적 시장 전까지 공식전 145경기 41골을 터뜨리며 2004 시즌 천황배 준우승, 2010 시즌 J리그컵 우승 등에 일조했고 특히 프로에 데뷔한지 1년이 지난 J리그 디비전 1 2005 시즌에서 리그 31경기 13골을 터뜨리며 신인상 수상의 영예를 안기도 했으나 2008 시즌부터 출전 기회가 차츰차츰 줄어들기 시작했고 결국 2010 시즌 여름 이적 시장으로 나왔다.

### 로아소 구마모토
출전 기회 확보를 위해 주빌로 이와타에서 나온 후 J2리그의 로아소 구마모토로 이적하여 2010 시즌 공식전 19경기 3골을 기록하며 전 시즌 리그 14위에 그쳤던 팀의 순위를 7계단 끌어올리는 역할을 수행했다.

### VVV 펜로
2010-11 시즌을 앞두고 네덜란드 에레디비시의 VVV 펜로 이적을 통해 해외 리그 무대를 밟은 이후 3시즌동안 공식전 74경기 9골을 기록했다.

### 수판부리 FC
2014 시즌 태국 리그 1의 수판부리 FC에서 리그 22경기 7골을 기록하며 팀의 리그 중위권의 성적을 이끌었다.

### 서울 이랜드
수판부리 FC의 2014 시즌 리그 6위의 성적을 이끈 활약을 바탕으로 2015 시즌을 앞두고 대한민국 K리그2의 신생팀인 서울 이랜드 정식 입단을 통해 처음으로 한국 무대를 밟은 후 리그 35경기에 출전하며 팀의 준플레이오프 진출의 성과에 일조했으나 K리그 적응에 어려움을 느끼면서 2골의 저조한 성적에 그쳤으며 결국 2015 시즌 종료 후 계약 만료로 서울 이랜드를 떠났다.

### 노스이스트 유나이티드
2015 시즌을 끝으로 서울 이랜드를 떠난 이후 한동안 무적 선수로 지내다가 2016년 9월 인도 슈퍼리그의 노스이스트 유나이티드로 트레이드되었으나 이곳에서도 8경기 출전에 그친 뒤 방출되는 수모를 겪었다.

### 레더헤드 FC
노스이스트 유나이티드에서도 방출된 뒤 지바현 사회인 리그팀인 로버스 FC의 구단주로서 구단 운영에 전념하고 있다가 2018년 잉글랜드 7부 리그인 이스미언 리그 프리미어 디비전의 레더헤드 FC에 입단하며 8경기 3골을 기록한 뒤 2019년 퇴단했으며 선수 생활 은퇴 이후 현재까지도 로버스 FC의 구단주로 활동하고 있다.

## 국가대표팀 경력

### 일본 U-20
일본 대표팀과 북아일랜드 대표팀 자격을 동시에 갖추고 있던 상황에서 2005년 일본 대표팀을 선택한 뒤 그 해에 열린 2005년 FIFA U-20 월드컵 본선 4경기에 출전하며 일본의 16강 진출에 기여했다.

### 일본 U-23
일본 U-23 대표팀 소속으로 2006년 아시안 게임에 참가하여 2승 1패·F조 2위라는 나쁘지 않은 성적을 남겼음에도 불구하고 2승 1무를 기록한 북한에 8강 진출권을 넘겨주고 말았다.

## 여담
2012년 마이클 오닐 북아일랜드 대표팀 감독이 커런을 북아일랜드 대표팀에 발탁하길 원한다는 기사가 보도되기도 하였다.

## 수상

### 클럽
주빌로 이와타
- 천황배 : 준우승 (2004)
- J리그컵 : 우승 (2010)

### 국가대표팀
일본 U-20
- AFC U-20 아시안컵 : 3위 (2004)

### 개인
- J1리그 신인상 : 2005